# Sansevieria fasciata
Ne doit pas être confondu avec Sansevieria trifasciata.
Espèce
Classification APG III (2009)
Sansevieria fasciata, également appelée Dracaena fasciata, est une espèce de plantes de la famille des Liliaceae et du genre Sansevieria. 

## Description
Plante succulente, Sansevieria fasciata est une espèce de sansevières à feuilles de taille moyenne (38 à 84 cm de longueur et 3,8 à 11,5 cm de largeur), lancéolées, assez épaisses (4 mm), rigides et lisses, de couleur vert-clair sur la face supérieure et blanc-vert sur l'inférieure avec des zébrures marquées typiques de vert-foncé avec des bords initialement verts devenant blanchâtres à rougeâtres. Elles poussent directement depuis leur rhyzome par deux à cinq feuilles en touffe. Les inflorescences mesurent jusqu'à 60 cm de longueur avec des groupes de trois à quatre fleurs.
Découverte à la fin du XIXe siècle par le botaniste français Marie Maxime Cornu, elle a été formellement identifiée comme espèce à part entière en 1903 par les botanistes français Joseph Gérôme et Oscar Labroy.

## Distribution et habitat
L'espèce est originaire d'Afrique centrale, présente dans les pays du golfe de Guinée au Cameroun et au Congo,.

## Synonymes
L'espèce présente un synonyme, :
- Dracaena fasciata (Cornu, ex Gérôme & Labroy, 1903 ; Byng & Christenh., 2018)